# Xylotrechus hircus
Xylotrechus hircus là một loài bọ cánh cứng trong họ Cerambycidae.